# Sitmar Cruises
Sitmar Cruises и его предшественник Sitmar Line — итальянская судоходная компания, основана русским эмигрантом Александром Власовым в 1938 году. Своё  название СИТМАР получила, от итальянской аббревиатуры Societа Italiana trasporti Marittimi (Итальянское общество морского транспорта).  

## История
История компании СИТМАР началась, когда Александр Власов основатель компании V. Ships перевозил уголь в Средиземном море, используя два небольших грузовых судна. Во время Второй мировой войны, эти корабли были потеряны для компании. Власов смог восстановить СИТМАР после войны и медленно собрал новый флот пассажирских и грузовых кораблей. СИТМАР, по контракту с Международной организацией по делам беженцев (IRO) переправляла беженцев (в том числе русских коллаборационистов) из Европы в Австралию и другие страны.
В 1950-е годы СИТМАР стала крупным пассажирским пароходством. Она осуществляла регулярные рейсы между Европой и Австралией для эмигрантов и туристов. В течение нескольких десятков лет (особенно с 1971 года), пароходы компании плавали между Европой, Центральной Америкой и Южной Америкой. Периодически корабли СИТМАР также участвовали в круизах между Европой,  США и Канадой. В 1961 после смерти Александра Власова компанию возглавил его сын Борис.
В июле 1988 года Sitmar Cruises была приобретена британской P & O. В Австралии компания была переименована в Р&О-Ситмар круизы.

## Суда СИТМАР
- Кастельбьянко (1947-52)
- Кастель Бьянко (1952-57)
- Кастель Феличе (1952-70)
- Кастель-Форте (1950-58)
- Castelverde (1950-53)
- Кастель-Верде (1953-57)
- Фэрленд (1968-71)
- Fairsea (1) (1949-69)
- Fairsea (2) (1971-88)
- Fairsky (1) (19?? -57)
- Fairsky (2) (1958-77)
- Fairsky (3) (1979-82)
- Fairsky (4) (1984-88)
- ТСС Fairstar (1964-97)
- Fairwind (1971-88)
- Ситмар FairMajesty (1988)
- Ситмар Старт (1988)
- Вассар Победа (1947)
- Вустер Победа (1947-50)